# 愛葉るび
愛葉 るび（あいば るび、1982年8月16日 - ）は、日本の歌手、女優、タレント。スピリチュアル・ナビゲーター。元AV女優である。愛媛県出身。

## 略歴

### アイドル時代
2002年にお菓子系グラビアアイドルとしてデビュー。Beppin School（ぺっぴんスクール/英知出版）2002年8月号に初グラビア掲載。その後お菓子系グラビア誌を中心に妹系アイドル、お菓子系アイドルとして活動。通信制の大学では哲学科を専攻、卒業している。

### アダルト活動と引退
2003年6月にシャイ企画からAVデビュー。多数グラビア雑誌・Vシネマ・舞台・映画・写真集・ビデオ等で活躍。
2007年10月に、夏頃にAV女優を卒業したことを自身のブログにて報告。以降はジョリー・ロジャーに所属。映画・雑誌・新聞・TV 舞台・著作・ライブ活動（作詞作曲／ピアノ演奏）・モデルなどで活動。幅広い活動と努力は『ザ・ノンフィクション』（フジテレビ）で取り上げられた。
しかし活動範囲の広さが過労と精神的負担となりパニック障害を発症。生活との両立が難しくなったことで2013年11月26日、芸能活動引退を自身のブログにて表明。

### 芸能活動復帰
2015年11月26日、芸能活動再開を自身のブログにて表明。のちにこの間は家族の通報によって閉鎖病棟に入院させられていたことを明かしている。
2016年4月25日、芸能活動を休止している旨を自身のTwitterにて表明。
2018年頃に越坂康史監督の映画「セブンティーン」クラウドファンディング企画をきっかけに役者、オカルトタレント、ライブMC、ユニット活動などの活動を徐々に再開。
芸能復帰後は濡れ場を控えていたが、吉行由実監督と出会い「脱ぐの可能?」と尋ねられて悩み、一度その話が流れてからもオファーをもらったことで、「そこまで言ってくれるのは自分の人生でもなかなかないから、せっかくだから出よう」と吉行の監督作『ママと私～』で解禁した。

## 人物
身長：147cm 体重：39.0kg スリーサイズ：B82cm［D-65］・W56cm・H83cm 靴：22.5cm 血液型：A型。
心霊スポット単独潜入レポート本数（DVD、雑誌、ネット企画含む）日本一。ニコ生ホラーまとめメモによると「散歩シリーズでの出演作品も多く、散歩界では知らない人はいないレジェンド」。
16～17歳のころ、恋人からDVを受け、これを原案とした映画を『17-セブンティーン-』として旧知の越坂康史監督の手により映画化を予定している。
昭和歌謡が好きで2019年から昭和歌謡アイドルカバーユニットきゃんでーずとどぴんく・れでぃーとしてのライブ活動も行っている。オリジナル楽曲をやる場合とYouTubeでのユニット全体の名義は「全力熟女」。
日本化粧品検定1級、コスメコンシェルジュの民間資格取得。

### テレビドラマ
「妖ばなし」 （TOKYO MX）
- 第80話「管狐」(2022年9月17日) - 主演 観月 役

### 映画
- ラブキルキル （2004年、配給：ユーロスペース、監督：西村晋也）- 主演　太田ナオ役
- 花と蛇2 （2005年、配給：東映ビデオ、監督：石井隆）
- 裏令嬢　恥辱の花びら（2005年、配給：オーピー映画、監督：渡邊元嗣）- 主演　美咲役
- ネオ・モラトリウム （2009年、アイダック『大脱出！＠THE MOVIE』企画　携帯ゲームスピンオフ短編映画、監督：尾畑信輔[13]）- 主演　成仏屋役
- ONSHOKU （2009年、アイダック『大脱出！＠THE MOVIE』企画　携帯ゲームスピンオフ短編映画、監督：尾畑信輔）- 主演
- 浮雲 （2010年、東京藝術大卒業制作（第4期生作品）、監督：長谷部大輔）- まりん役
- 体温 （2010年　短編作品、監督：今泉力哉）- 主演
- 新婚OL いたずらな桃尻（2010年3月、オーピー映画、監督：小川欽也）- 主演・明菜役
- サクラロイド（2014年4月20日、斉藤真一郎監督[14]）- 主演・エリカ役
- 連鎖（2020年2月4日ソフト化　アースゲート、監督：高橋コウジ）- 入院患者役
- 同棲性活　恥部とあなたと…（2020年11月6日、オーピー映画、監督：吉行由実）- 泰三の愛人役
- ママと私 とろけモードで感じちゃう（2022年4月8日、オーピー映画、監督：吉行由実）- 真紀子役
- むちゃ振り開花中 浮気っ娘と火照り妻（2023年11月10日、オーピー映画、監督：吉行由実）
- 肉感海岸 美巨乳店員のいるお店（2025年7月18日、オーピー映画、監督：吉行由実）- 波子役[15]

### 舞台
- 家畜人ヤプー ドリス役（2005年、月蝕歌劇団）
- 怪盗ルパン満州奇岩城編（2009年、月蝕歌劇団）
- 横浜キッド・ブラザース「哀しみのキッチン3rd〜The final〜」（2011年7月15日-16日、渋谷RUIDO K2）

### テレビ
- 愛に恋　H-1グランプリ（2005年、テレビ埼玉)　2ヶ月連続チャンピオン
- ザ・ノンフィクション、アイドルすかんぴん(2011年5月15日、フジテレビ)
- もっとあなたの知らない世界　見てはいけないTV『物言わぬ隣人』翔子役（2011年、BS日テレ）ホラー再現ドラマ
- BAZOOKA!!!　（2018年12月10日、BSスカパー）にしくんガールズ
- BAZOOKA!!!　地下クイズ王決定戦 （2022年7月9日放送、ABEMA）- 第8回地下クイズ王決定戦出演。

### 雑誌
- The　怖い話　2008（ダイアプレス社）
- 投稿！本当に実在する恐怖心霊動画（ダイアプレス社）
- 投稿！本当に実在する恐怖心霊動画　第2号　（ダイアプレス社）

### オリジナルビデオ
- 妹の甘い唇 幼い鼓動（2004年2月、レジェンド・ピクチャーズ）-主演
- 妹の甘い唇２ せつない吐息（2005年12月、レジェンド・ピクチャーズ）-主演
- 青姦天国 私の公園デビュー（2007年4月20日、コンマビジョン）-主演
- 戦慄 都市伝説解剖FILE その先を知ろうとしてはいけない…（2007年9月21日、グラッツコーポレーション）
- 戦慄 都市伝説解剖FILE2 お願いだから私をひとりにしないで・・・（2007年10月26日、グラッツコーポレーション）
- 戦慄の都市伝説FILE special vol.1 オモイデハツキマトウ・・・（2008年5月23日、グラッツコーポレーション）
- 戦慄 都市伝説解剖FILE3 怖くて目を開けられない・・・（2008年8月22日、グラッツコーポレーション）
- 戦慄 都市伝説解剖FILE4 謎を残したままでは終われない・・・（2008年12月19日、グラッツコーポレーション）
- 呪いの心霊都市伝説2008秋 解剖FILE番外編・日本呪縛列島24時（2008年11月21日、グラッツコーポレーション）
- ミッシング44（2010年11月3日、アルバトロス、監督:越坂康史） - 三村アスカ 役
- ミッシング44　ザ・ファイナルステージ（2010年12月3日、アルバトロス、監督:越坂康史） -三村アスカ 役
- 霊界交信／心霊メッセンジャー 賀大峰誠（2011年2月25日、マクザム、監督:山谷亨）
- マン・ハンティング リデンプション（2011年7月6日、アルバトロス、監督:越坂康史） - 木下留美 役
- 2ちゃんねるの呪い VOL.5・ヒサルキ（2011年11月4日、クロックワークス） - 主演　編集者役 役
- ドラムリミット（2011年、オルスタックソフト販売）[16]
- マン・ハンティング リザレクション（2012年4月4日、アルバトロス）
- ミッシング66（2012年9月5日、アルバトロス）
- ミッシング77（2013年1月9日、アルバトロス）
- 母娘浪漫　ママに寝取られて (2023年4月5日、OP PICTURES）

## 作品

### 音楽CD
愛葉るび個人名義
アルバム
- Dear my unborn Baby（2006年）
- 萌えおさめ！（2007年）
- 全力元年（2022年）ゲストボーカルとして松緯理湖、千堂ゆりあが参加

### 著書
- くちびるから微毒（2005年 インターフィールド出版　※セルフプロデュース写真詩集）
- 東京の怖い街（2022年　興陽館　東京怖い街研究会としての共著）
- 関西の怖い街─ 京都・大阪・兵庫・奈良・滋賀・和歌山のこわい話（2023年　興陽館　関西怖い街研究会としての共著）

### 写真集
- るび色のXXX（2003年 彩文館出版）
- 第二次性徴期（2004年 三和出版）

### アダルトビデオ
- LOVE⇒SEARCH（2002年、シャイ企画）
- ワレメの綺麗な妹（2003年5月16日、GLAY'z）
- ハタ上げファック!! VOL.2（2003年7月8日、バーチャルウェーブ）
- 今すぐアクセス！即アポGET出会い系ゲーム（2003年7月18日、グラスワン・ソフトウェア）オムニバス作品
- ADハルナの接吻バトルロワイヤル 3rd BATTLE（2003年8月3日、忠実堂）
- バーチャルSEX VOL.7（2003年8月7日、バーチャルウェーブ）
- ロリデビル（2003年8月16日、忠実堂）
- 愛葉るびのブルセラソープ嬢　（2003年9月26日、オブテイン・フューチャー）
- レズCHA-OH☆〜 2　（2003年10月4日、忠実堂）
- エロごころ （2003年10月15日、マルクス兄弟）
- 妹が校長先生にイタズラされて、僕も…（2003年10月20日、ホットエンターテイメント）
- 「強制M女」 1（2003年10月21日、プレステージ）
- オナニストるびちゃんが挑む Sex vs オナニー どっちが気持ちいいの（2003年11月7日、素人倶楽部）
- 高級ロリソープ 愛葉るび（2003年12月1日、マルクス兄弟）
- るびMIX!（2003年12月19日、グラスワン・ソフトウェア）
- 地獄学園 痴女番長（2004年1月1日、マルクス兄弟）
- 制服美少女の性域（2004年1月9日、AVS）
- プロジェクト廃墟AV 廃墟に誘われて〜 愛葉るび (2004年4月18日、アルファーインターナショナル)
- CROSS -痴女と淫女- 青木玲&愛葉るび（2004年5月1日、MOODYZ）
- 妹が校長先生にイタズラされて、僕も…。 愛葉るび (2004年6月5日、ホットエンターテイメント)
- オナニー中毒少女（2004年6月10日、ドグマ）
- Wドリームウーマン 2（2004年7月1日、MOODYZ）
- LOVE→SEARCH 愛葉るび (2004年7月4日、シャイ企画)
- 監禁 ネットアイドル（2004年8月19日、V&Rプランニング）
- 肉奴隷調教飼育 淫欲の館（2004年9月8日、アタッカーズ）
- コスプレドール るびドー 愛葉るび (2004年9月11日、アルファーインターナショナル)
- オナニー中毒少女 愛葉るび (2004年9月15日、ドグマ)
- W ドリームウーマン 2 水咲ありみ、愛葉るび (2004年10月9日、ムーディーズ)
- レズまみれ（2005年7月22日、シネマジック）
- PURE MIND DX（2005年8月20日、ジパング）
- 緊急救命室（？）（2005年9月13日、ジパング）
- GALLES SWEET☆01（2007年9月5日、SWEET）
- 引退!!愛葉るび　NG破りの問題作　（2007年11月8日、アイエナジー）
- 女子校生れず 先輩と私 79（2007年11月9日、U&K）
- 同性恋愛研究会 1（2008年1月25日、U&K）共演:安藤なつ妃 オムニバス作品
- 女子校生れず 先輩と私 79 真咲南朋、愛葉るび (2008年1月13日、U&K)
- SEX上等!! 痴女ヤンキー 愛葉るび (2008年2月27日、NEXT GROUP)
- ベイビーフェイスをやっつけろ!!8 雪見ほのか、松岡理穂、愛葉るび、夏木亜弥 2008年6月2日、KUKI)